# Iglesia de Nuestra Señora de Egipto
La Parroquia de Nuestra Señora de Egipto es un templo católico ubicado en el barrio Egipto nombrado por la iglesia que conlleva ese nombre, situado en la parte alta de la localidad de La Candelaria en la ciudad de Bogotá, se encuentra cerca a los territorios de la Catedral Basílica Metropolitana de Bogotá y Primada de Colombia, la Parroquia de Nuestra Señora de las Aguas y la Parroquia de Nuestra Señora de Belén.

## Historia
La primera ermita data de 1651 construida por Jerónimo de Guevara y Troya en un fundo llamado Los Naranjos, para los más pobres que no tenían vestido para estar en la misa, para construir el primer templo de 1657 cuando manejaba el padre Guevara y Troya que, a pesar de su avanzada edad, confirió en manos de don Agustín Rodríguez de Zamora. 
La ermita fue terminada, recibiendo donaciones de pinturas y óleos de artistas como Baltazar Figueroa, Gregorio Vásquez de Arce y Ceballos y del taller europeo de Pedro Pablo Rubens; la mayoría de ellas eran escenas de la Virgen María, del nacimiento del Niño Jesús y de los diferentes santos venerados y reconocidos de aquella época, entre ellas la imagen de Santa Orosia. Las fiestas patronales de la ermita se hacían el día 12 de enero, seguramente de ahí se dio origen a los primeros inicios de las famosas Fiestas de Egipto en la época colonial española.
A finales del siglo XVII, un grupo de frailes religiosos de la orden de Nuestra Señora de La Merced encabezados por el procurador Buenaventura de Poza, acordaron con el maestro Pedro Peláez Sotelo, encargado de ese tiempo de la ermita, para que ellos se asentaran, manejaran y convirtieran a la ermita como convento. Dicho acuerdo surtió efecto para la comunidad de religiosos en casi 10 años; sin embargo, los religiosos de La Merced reportaron en el documento Auto del proceso de expulsión que se hizo en la ciudad de Santafé, del Nuevo Reino de Granada, de la ermita y bienes de Nuestra Señora de Egipto que se le quitaron al padre procurador de la orden de la Merced Buenaventura de Poza en 1689; dejando la ermita en manos del linaje de los Garnica a comienzos del siglo XVIII.
En 1736 el arzobispo de Santafé, Antonio Claudio Álvarez de Quiñones, autorizó la fundación de una capellanía con el objetivo de realizar eucaristías, el cuidado de la capilla y la devoción a Nuestra Señora de Egipto. 
La fama de este santuario se extendió a todos los rincones sociales, figuró por su importancia en el Diccionario Geográfico Histórico de las Indias Occidentales, en el que se lee que en Bogotá en 1787, había una ermita dedicada a Nuestra Señora de Egipto en la que están los religiosos de la Merced. 
Dos años más tarde se imprimió en Santa Fe de Bogotá por la imprenta real de don Antonio Espinosa de Los Monteros, la Novena Devotísima a la Santísima Virgen María, Madre de Dios y Señora Nuestra en su Destierro a Egipto, escrita por don José del Gadillo y Garnica, capellán mayor de la Santa Iglesia dedicada a la huida a Egipto, realizada en los 9 días anteriores del 6 de enero, día de los Santos Reyes Magos, que sería la fecha indicada para continuar con las fiestas patronales de Nuestra Señora de Egipto que fueron de tres días seguidos.
Una vez implantado el culto y devoción a la novena previa a la Epifanía del Señor, este lugar se convirtió en paso obligado en las visitas a los santuarios de La Peña y Guadalupe, y empezó a compartir las festividades de la Semana Mayor, las fiestas del 6 de enero, las Fiestas de San Pedro, las Fiestas de San Juan y las denominadas Fiestas del Polvillo con todos los habitantes del sector.
Parroquia patriota En el siglo XIX, la capellanía y su arrabal fueron protagonistas del movimiento patriota contra el dominio español, más cuando llegaban las tropas españolas vencedoras de la guerra contra los franceses, dichas tropas fueron enviadas por el monarca español Fernando VII y comandadas por el general español Pablo Morillo para pacificar al Nuevo Reino de Granada.
Junto a los paredones de la iglesia fue fusilado por orden del Virrey Juan Sámano Juan de la Cruz Molano de profesión chircalero, y enlace de Policarpa Salavarrieta en sus actividades por la liberación del yugo español.
Llegada la época republicana del siglo XIX, ha sido esquiva con las Fiestas de Egipto que, aunque realizaban de manera anual, no despertaba el interés de los aristócratas, ni de los habitantes de las mejores condiciones económicas, ni mucho menos de aquellos viajeros y forasteros europeos, cuyos relatos no eran favorables a Bogotá en algunas ocasiones. Muy pocos referenciaban a la Capellanía de Egipto con las llamativas y concurridas Misas de Aguinaldos, dentro de las Fiestas de Navidad.
El 16 de diciembre de 1882, el arzobispo de Bogotá Vicente Arbeláez decidió expedir un documento para erigir a la Capellanía de Nuestra Señora de Egipto y declararla como “Parroquia Nuestra Señora del Destierro y Huida a Egipto”,  continuando como patrona mayor a la Virgen María y como patrona menor a Santa Orosia; en dicho documento mantenía las fechas de las celebraciones patronales del día 6 de enero. En 1905 siendo párroco el Presbítero Guillermo Ángel y Ovalle sustituyó muros de contención del atrio por unas escalinatas o graderías que se dividen en dos ramas y en su centro se ubicó la imagen de Nuestra Señora de Lourdes, talla de Colombo Ramelli. 
Escritores como Ignacio María Gutiérrez Ponce, José Manuel Groot, Salvador Camacho Roldán, Daniel Samper Ortega y el más conocido por los vecinos del Barrio Egipto, José María Cordovez Moure; dieron a conocer, sean por los diferentes periódicos municipales de finales del siglo XIX, o por los libros impresos de esa época; las fiestas patronales de la Parroquia de Egipto, tanto así que el mismo Cordovez Moure, al ver las coincidencias con el día de los Santos Reyes Magos, denominó a esas fiestas como la "Fiesta de Reyes Magos del Barrio Egipto" desde la década de 1890 en su obra Reminiscencias de Santa Fe y Bogotá.
Para los cronistas de aquella época, las fiestas comenzaban con las instalaciones de toldos a las horas de la mañana, para dar luego a las alboradas. A cada toldo lo adornaba con gallardetes del pabellón de la República de Colombia; luego al mediodía se realizaba la celebración eucarística dentro de la ermita, oficializadas por los párrocos, entre ellos los reconocidos Rafael María Carrasquilla, Carlos Cortes Lee, Eliécer Gómez, el padre Maldonado, Guillermo Ángel y Ovalle, y Juan Crisóstomo García respectivamente; entre finales del siglo XIX y comienzos del siglo XX.
Entre 1914 y 1930 la dirigió el párroco Julio César Beltrán quien mandó demoler la fachada de la iglesia para ampliar la nave y el atrio, dando inicio a las obras el 6 de agosto de 1915, para su restauración se hicieron las pinturas de su cielo raso con obras de Acevedo Bernal, cubriendo desde el coro hasta el presbiterio. Durante esta época de construcción se elaboraron seis pinturas en el cielo falso por Mauricio Ramelli Adreani sobre aspectos de la vida de La Virgen María, con sus respectivos casetones de figuras fitomorfas seguidas por las enjutas con pinturas de los apóstoles, arcos con diseños decorativos fitomorfos. 
Reconocidos párrocos fortalecieron y engrandecieron las Fiestas de Reyes Magos y la Semana Santa como fueron el padre Luis Alejandro Jiménez Mallarino entre 1950 y 1975 y el padre Fernando Rueda Williamson entre 1976 y 1989, quienes aportaron por el desarrollo social y comunal ante una comunidad que estaba en condiciones de pobreza en las casas que funcionaban como inquilinatos e inseguridad por el surgimiento del narcotráfico, de las pandillas como "Los Gasolinos" y "Los Gallinazos" sus fronteras invisibles.
Monumento Nacional desde 1975. En 1989 la Fundación para la conservación y restauración del Patrimonio Cultural del Banco de la República realizó reparaciones y mejoras. Entre 1998 a 2002 la Facultad de Restauración de Bienes Muebles de la Universidad Externado de Colombia intervino las pinturas del cielo, así como molduras y modillones, mediante estudios y análisis estructurados.
Las Fiestas de Reyes estaban a punto de suspender en los años 2003, 2004 y 2005 por las prohibiciones de ventas de bebidas alcohólicas y de la prohibición al uso de pólvora por medio de la segunda administración del alcalde Antanas Mockus, para fortalecer su política zanahoria y endurecer el Código de Policía. Consecuencia de ello, las directivas de Bavaria decidieron retirar su patrocinio a las Fiestas de Reyes del 2004, mientras el párroco Francisco Montoya realizó una quema simbólica, rociando agua bendita a los pocos asistentes, para quemar ese demonio que hay en los corazones de los feligreses y vecinos. Lo que sí se mantuvo en ese momento eran las realizaciones de las actividades deportivas, de la Vara de Premios, de la misa campal y del Auto Sacramental. Las manifestaciones y protestas de la comunidad del Barrio Egipto en contra de esas decisiones eran tan fuertes, que sus constantes reclamos fueron escuchados por los ediles de la Junta Administradora Local de La Candelaria, quienes lideraron la idea con los líderes comunales, la Parroquia de Egipto y las sociedades mutuales en declarar las Fiestas de Reyes como evento de interés cultural de la Localidad La Candelaria, mediante Acuerdo Local N° 04 de 2004.
En julio de 2018, tras un fuerte ventarrón sobre el sector del barrio Egipto, la punta de cruz del templo estaba a punto de caer, por ello, el padre Victor Hugo Claros solicitó urgentemente al Cuerpo de Bomberos de Bogotá en retirar la punta de cruz en forma deforme, mientras el Instituto Distrital del Patrimonio Cultural colaboraba para la remodelación de la fachada del templo que está lista para la Fiesta de Reyes Magos y Epifanía de 2019. Entre mediados y finales del año 2019, se volvió a colocar la punta de la cruz restaurada, durante el arreglo de pinturas de colores originales de la fachada principal, tanto del templo parroquial, realizado por el Instituto Distrital de Patrimonio Cultural de Bogotá, como en la reparación de la terraza de la casa cural, realizada por la misma parroquia con sus propios recursos. Actualmente, la nave norte que formaba parte de la primera ermita está con grandes grietas y la Parroquia de Egipto solicita a las autoridades distritales y nacionales para remodelarla.
Actualmente la congregación de San Basilio, Padres Basilianos han llegado a la parroquia bajo una nueva administración. por ello el padre Pedro Miguel Mora Medina CSB en febrero del año presente toma el manejo de la parroquia como nuevo párroco, contando con la ayuda de toda su comunidad basiliana para el desarrollo de los nuevos métodos de acción pastoral, comunitaria y parroquial. Dentro de las actividades parroquiales se vive un sueño majestuoso y es llegar a las autoridades competentes para el mantenimiento del templo en su totalidad tanto dentro como fuera.